# Saint-Julien-Chapteuil
Saint-Julien-Chapteuil – miejscowość i gmina we Francji, w regionie Owernia-Rodan-Alpy, w departamencie Górna Loara.
Według danych na rok 1990 gminę zamieszkiwały 1664 osoby, a gęstość zaludnienia wynosiła 59 osób/km² (wśród 1310 gmin Owernii Saint-Julien-Chapteuil plasuje się na 130. miejscu pod względem liczby ludności, natomiast pod względem powierzchni na miejscu 244.).